# Zwart-Roethenië
Zwart-Rusland of Zwart-Roethenië (Pools: Ruś Czarna, Wit-Russisch: Чорная Русь, Latijn: Ruthenia Nigra, Duits: Schwarzreußen, Schwarzrussland) is de naam van een historisch landschap in het zuidwesten van het huidige Wit-Rusland. Deze naam was van de 13e tot de 19e eeuw algemeen gebruikelijk, maar wordt tegenwoordig zelden nog gebruikt.

## Begrenzing en geografie
Vanaf de 14e eeuw werden als de grenzen van Zwart-Rusland beschouwd: de bovenloop van de Memel in het noorden, de Ptsitsj in het oosten, de Pripjatmoerassen in het zuiden en de bovenloop van de Narew en het Woud van Białowieża in het westen.
Het gebied omvat het westelijke deel van de Wit-Russische Landrug, die in het noorden tot het Memeldal en het zuiden naar de laaglanden van Polesië afloopt.
De grootste stad in het gebied was het centraal gelegen Baranovitsji, dat echter al voor het einde van de 19e eeuw onbeduidend geworden was. In de middeleeuwen waren Navahroedak, Vawkavysk, Slonim, Sloetsk en Njasvizj van belang.

## Geschiedenis
De oorsprong van de naam is onzeker. "Rusland" betekent "land van de Roes", maar de betekenis van "Zwart" is onbekend. Sommigen leggen een verband met de Centraal-Aziatische steppevolkeren, die vergelijkbare benamingen gebruikten voor de windrichtingen. 
Aan het begin van de 13e eeuw wordt de naam voor het eerst genoemd, de betekenis ervan is echter onzeker. In die tijd 
behoorde Zwart-Rusland grotendeels tot de vorstendommen Polotsk en Toerov-Pinsk. Rond 1220-40 veroverde de Litouwse vorst Mindaugas het land en kon het standhouden tegen aanvallen van Daniel van Galicië. Vanaf uiterlijk 1300 was Zwart-Roethenië voor vijf eeuwen een integraal onderdeel van het grootvorstendom Litouwen.
In de 14e eeuw werd binnen de genoemde grenzen een woiwodschap Nowogródek gevormd, vaak woiwodschap Zwart-Roethenië genoemd. De landdag was in Slonim.
Tijdens de Poolse Delingen kwam in 1793 het oosten van Zwart-Rusland (de omgeving van Sloetsk) aan het keizerrijk Rusland en werd het een deel van het gouvernement Minsk. Het resterende gebied volgde in 1795 en werd toegewezen aan het gouvernement Grodno.
Omdat het landschap Zwart-Roethenië geen administratieve eenheid meer vormde, werd het gebruik van de naam minder gebruikelijk. Uiteindelijk werd die in de 20e eeuw nog slechts in historische verhandelingen gebruikt.
In 1921 kwam het grootste deel van de Zwart-Roetheense gebieden bij de nieuwe republiek Polen. Het oosten rond Sloetsk kwam bij de Wit-Rusland, als onderdeel van de Sovjet-Unie. Bij de Sovjet-aanval op Polen in 1939 kwam ook het westelijk deel bij de Wit-Russische SSR, hetgeen na de oorlog in 1945 bevestigd werd.
Als onderdeel van het sinds 1991 onafhankelijke Wit-Rusland worden de Zwart-Roetheense gebieden verdeeld over de oblasten Grodno, Brest en Minsk.